# Brahim Boulami
Brahim Boulami (arabisch براهيم بولامي; * 20. April 1972 in Safi) ist ein marokkanischer Hindernisläufer.

## Werdegang
Brahim Boulami war bei den Olympischen Spielen 1996 in Atlanta und den Spielen 2000 in Sydney jeweils Siebter im 3000-Meter-Hindernislauf. Er gewann bei den Goodwill Games 2001 und bei der Afrikameisterschaft 2002. 
Am 24. August 2001 stellte er beim Memorial Van Damme mit einer Zeit von 7:55,28 min einen Weltrekord im 3000-Meter-Hindernislauf auf. Einem weiteren Weltrekord über diese Strecke in 7:53,17 min blieb die Anerkennung durch den Weltleichtathletikverband (IAAF) versagt, nachdem Boulami positiv auf Erythropoetin (EPO) getestet wurde. Er wurde 2002 wegen Dopings mit einer zweijährigen Sperre belegt. 
Bei den Weltmeisterschaften 2005 kam er auf den vierten Platz. 
Bei einer Körpergröße von 1,80 m beträgt sein Wettkampfgewicht 64 kg. Er ist der jüngere Bruder des Langstreckenläufers Khalid Boulami.